# Grateful Dead
Grateful Dead var et amerikansk psykedelisk rockband. Det blev dannet i 1965 i Palo Alto fra restene af andre orkestere. Grateful Dead var kendt for sin unikke og eklektiske sangskrivingsstil som fusionerede elementer af rock, folkemusik, bluegrass, blues, country og jazz – og ved koncerter også lange jamsessions, hvor den improvisationsagtige stil kom specielt stærkt frem. Grateful Dead bestod med næsten samme besætning frem til 1995, da frontfiguren Jerry Garcia døde.
Grateful Dead havde mange entusiastiske tilhængere, og nogle fulgte bandet fra koncert til koncert i en årrække. De blev kaldt «deadheads» og var kendt for deres totale dedikation til gruppens musik. De kaldte bandet The Dead.

## Historie
i 1963 dukkede et jug-band Mother McCrees Uptown Jug Champions frem fra den musikalske smeltedigel i 1960'ernes San Francisco. Og et bluesband The Zodiacs. I 4. december 1966 smeltede de to grupper sammen til The Warlocks, som første gang optrådte under navnet the Grateful Dead. Den første optræden fandt sted under en af forfatteren Ken Keseys første «syreprøver» – det vil sige halvoffentlige fester, hvor deltagerne havde taget det den gang legale psykedeliske stof LSD.
Grateful Dead var på mange måder et band som definerede den psykedeliske musik ved at spille under indflydelse af LSD og ved at forsøge at genskabe de psykedeliske sindstilstande både ved koncerter og i studiet.
Grateful Dead optrådte på Woodstockfestivalen i august 1969. 

### Besætning
Ved den første optræden bestod The Grateful Dead af følgende musikere:
- Jerry Garcia, guitar, vokal, pedal steel guitar, banjo
- Ron McKernan, orgel, mundharpe, vokal
- Phil Lesh, basguitar, vokal
- Bob Weir, guitar, vokal
- Bill Kreutzmann, trommer

I løbet af kort tid fandt yderligere en trommeslager plads i gruppen, Mickey Hart, og Tom Constanten var også med på tangentinstrumenter.
The Grateful Dead var ikke kun et rock band. Det blev meget hurtigt omdrejningspunktet i det spirende ungdomsoprør, der ulmede i San Francisco omkring 1966. Det tog for alvor fart, da The Beatles offentliggjorde at de var med på LSD-bølgen, med deres Magical Mystery Tour. Det var mere eller mindre en tro kopi af den bustur Ken Kesey og the Grateful Dead tog gennem USA, skingrende skæve på LSD. Turen er smukt beskrevet i Tom Wolfes bog The Electric Kool Aid Acid Test. Chauføren på turen var ingen ringere end Neal Cassady, hovedpersonen i Jack Kerouacs bog "On the Road". Der er derfor en glidende overgang mellem beatnik generationen og hippieoprøret, der i høj grad havde the Grateful Dead som omdrejningspunkt.
Det var fra deres adresse i Haight Ashbury at de der var noget indenfor musikken slog pjalterne sammen, og det var herfra, mange vigtige beslutninger blev taget, hvis de da kunne blive enige. Alt blev besluttet i enighedens ånd, og det var ikke altid let i et miljø, hvor stærke psykedeliske stoffer var en del af hverdagen.
Den første tid havde gruppen et stærkt blues-præg, som ikke mindst skyldtes Ron McKernan, det eneste af bandmedlemmene som foretrak whisky frem for LSD.
Det var først i 1970, de slog kommercielt igennem med deres to mesterværker: "American Beauty" og "Workingman's Dead". Begge plader var præget af smukke ballader og lå meget langt fra deres tidligere udsyrede publikationer.
Det var nogenlunde samtidigt, at bandet besluttede at træde ned fra barrikaderne og leve et heftigt liv væk fra pressens søgelys.
Det skyldtes ikke mindst de mange politiske likvideringer, der prægede 60'erne, og i flere år havde Jerry Garcia gået og joket med, at det kun var et spørgsmål om tid, før det var deres tur.
Ron McKernan døde af leverskader i 1973, og der måtte to personer til for at erstatte ham. Det blev ægteparret Keith og Donna Godchaux, han på tangenter og hun som vokalist. De turnerede USA tyndt op gennem 70'erne. Samtidig blev der introduceret et nyt stof i miljøet, nemlig kokain, og langsomt men sikkert forsvandt fokus fra det fælles, og de fleste rendte på en eller anden måde rundt og prøvede at styre deres ego. Ikke altid med held.
Ægteparret Godchaux forlod The Dead i 1979, og Brent Mydland overtog tangenterne. Keith Godchaux døde i en bilulykke i 1980, Mydland døde af en overdosis i 1990. Det gav klavertaburetten ry som bandets «hot seat». De sidste år var det Vince Welnick og Bruce Hornsby som spillede tangentinstrumenter.

## Karriere
Jeg kan huske dengang Grateful Dead var her og væltede halvtreds mennesker ud af to busser med guitarer og mikrofoner og tasker og kufferter og gjorde Nyhavn til Haight-Ashbury på fem minutter … Jeg kan huske hvordan de gav sig god tid, uendelig god tid – ”Easy, easy” sagde Jerry Garcia da de råbte ”Kul på!” –”Easy, easy – we got all night” … Jeg kan huske hvordan de langsomt løftede salen og fik alt til at dreje og løbe så vemodigt og rigtigt som en flod, fik alt til at løbe som det skulle løbe, så ingen mere tænkte på tiden eller kullet … Jeg kan huske hvordan det hele lignede et spørgsmål om balance for dem og hvordan de lissom holdt os i balance og hvor smukt det var som musik for nerverne – så smukt at være i balance, så sjældent at der skal musik til –
Grateful Deads karriere strakte sig over 30 år på nær nogle få måneder. I løbet af de tre årtier spillede The Dead ca. 2.500 koncerter, hvoraf de allerfleste er bevaret på lydbånd. Efterhånden er mange også udkommet på CD.
Bassisten Phil Lesh døde 84 år gammel 25. oktober 2024.

## Pladeudgivelser
med originalbesætningen
- The Grateful Dead, 1967 (Garcia/Weir/Lesh/Kreutzmann/McKernan)
- Anthem of the Sun, 1968 (Garcia/Weir/Lesh/Kreutzmann/Hart/McKernan)
- Two from the Vault, (live)1968 (Garcia/Weir/Lesh/Kreutzmann/Hart/McKernan)
- Aoxomoxoa, 1969 (Garcia/Weir/Lesh/Kreutzmann/Hart/McKernan/Constanten)
- Live/Dead, (live) 1969 (Garcia/Weir/Lesh/Kreutzmann/Hart/McKernan/Constanten)
- History of the Grateful Dead, Volume One (Bear's Choice),(live) 1970 (Garcia/Weir/Lesh/Kreutzmann/Hart/McKernan)
- Workingman's Dead, 1970 (Garcia/Weir/Lesh/Kreutzmann/Hart/McKernan)
- American Beauty, 1970 (Garcia/Weir/Lesh/Kreutzmann/Hart/McKernan)
- Grateful Dead (aka Skull & Roses), (live)1971 (Garcia/Weir/Lesh/Kreutzmann/McKernan)
- Hundred Year Hall, (live)1972 (Garcia/Weir/Lesh/Kreutzmann/McKernan/K. Godchaux/D. Godchaux)
- Europe '72, (live)1972 (Garcia/Weir/Lesh/Kreutzmann/McKernan/K. Godchaux/D. Godchaux)
- Skeletons from the Closet (Best of the Grateful Dead), 1973 (compilation)

med McKernan erstattet af Keith Godchaux på tangenter og Donna Godchaux (voc)
- Wake of the Flood, 1973 (Garcia/Weir/Lesh/Kreutzmann/K. Godchaux/D. Godchaux)
- Grateful Dead from the Mars Hotel, 1974 (Garcia/Weir/Lesh/Kreutzmann/K. Godchaux/D. Godchaux)
- Steal Your Face, (live)1974 (Garcia/Weir/Lesh/Kreutzmann/K. Godchaux/D. Godchaux)
- One from the Vault,(live) 1975 (Garcia/Weir/Lesh/Kreutzmann/Hart/K. Godchaux/D. Godchaux)
- Blues for Allah, 1975 (Garcia/Weir/Lesh/Kreutzmann/Hart/K. Godchaux/D. Godchaux)
- Terrapin Station, 1977 (Garcia/Weir/Lesh/Kreutzmann/Hart/K. Godchaux/D. Godchaux)
- What a Long Strange Trip It's Been, 1977 (samlealbum)
- Shakedown Street, 1978 (Garcia/Weir/Lesh/Kreutzmann/Hart/K. Godchaux/D. Godchaux)

med Keith og Donna Godchaux erstattet af Mydland
- Go to Heaven, 1980 (Garcia/Weir/Lesh/Kreutzmann/Hart/Mydland)
- Dead Set, 1981 (Garcia/Weir/Lesh/Kreutzmann/Hart/Mydland)
- Reckoning, 1981 (Garcia/Weir/Lesh/Kreutzmann/Hart/Mydland)
- In the Dark, 1987 (Garcia/Weir/Lesh/Kreutzmann/Hart/Mydland)
- Built to Last, 1989 (Garcia/Weir/Lesh/Kreutzmann/Hart/Mydland)
- Dylan & The Dead (live, with Bob Dylan), 1989 (Garcia/Weir/Lesh/Kreutzmann/Hart/Mydland)
- Dozin' at the Knick, (live) 1990 (Garcia/Weir/Lesh/Kreutzmann/Hart/Mydland)
- Without a Net, (live) 1990 (Garcia/Weir/Lesh/Kreutzmann/Hart/Mydland)

- Grateful Dead, 1977-1995 1996
- The Arista Years, 1996 (opsamlingsalbum)
- Fallout from the Phil Zone, 1997 (live opsamlingsalbum)
- So Many Roads 1965-1995, 1999 (boks)
- The Golden Road, 2001 (boks, består af the Deads år med Warner Brothers Records, 1967-1972)
- Postcards of the Hanging, 2002 (live opsamlingsalbum)
- The Very Best of The Grateful Dead, 2003 (opsamlingsalbum)
- Beyond Description, 2004 (boks, består af the Deads år med Grateful Dead Records og * Arista Records, 1973-1989)
- Rare Cuts and Oddities 1966, 2005
- The Complete Fillmore West 1969, 2005 (boks, live)

Specielle udgivelser
- Grayfolded, 1996 (Klip fra en lang række liveversjoner af "Dark Star", sat sammen til en to timers version.)
- Infrared Roses, 1991 (smageprøver af elektronisk jam, space, som havde en fast plads på koncerterne)
- Dick's Picks I- XXXVII Konsertoptagelser fra hele karrieren, udvalgt af Dick Latvala, til salgs via Dead.net